# Wölferbütt
Wölferbütt – dzielnica miasta Vacha w Niemczech, w kraju związkowym Turyngia, w powiecie Wartburg. Do 30 grudnia 2013 gmina wchodząca w skład wspólnoty administracyjnej Vacha.